# Сулейманова, Флёра Зиятдиновна
Флёра Зиятдиновна Сулейманова (10 марта 1939; дер. Старое Барышево, Камско-Устьинский район, Татарская АССР, РСФСР — 14 сентября 2023; Казань) — татарская эстрадная певица. Народная артистка Республики Татарстан (2006), лауреат Республиканской премии имени Ильгама Шакирова (2023).

## Биография
Родилась 10 марта 1939 года в деревне Старое Барышево Камско-Устьинского района Татарской АССР РСФСР.
Раннее детство выпало на годы Великой Отечественной войны (1941—1945). Семья была многодетной (пятеро детей). В раннем детстве лишилась отца, который погиб на фронте, а в четыре года стала круглой сиротой — мать умерла от воспаления лёгких. Детей сначала приютила родная тётя, затем они стали жить самостоятельно, а функцию главы семейства взял старший брат, работавший в Казани на заводе. От голода в послевоенный период Сулеймановых спасла корова — будущая певица продавала молоко на рынке. Все дети остались круглыми сиротами, в том числе и двухлетняя сестра Фания.
В 1955 году в возрасте шестнадцати лет Флёра приехала в Казань, где стала работать на валяльно-войлочном комбинате и одновременно получать среднее образование в вечерней школе № 18. Позже начала занятия в народном хоре Казанского Дома культуры имени А. М. Горького под руководством Сары Садыковой, которая оценила вокальные данные Сулеймановой и посоветовала заняться пением на профессиональной основе. В это время, прислушавшись к рекомендациям мэтра, руководитель концертной бригады Гани Валиев взял в свой коллектив молодую артистку на выступления, чтобы Сулейманова набралась опыта.
Лишь в 1966 году она вернулась обратно в Казань. С 1971 года по 1991 год — солистка Татарской государственной филармонии. Татарская исполнительница ушла на пенсию в возрасте 52 лет. Периодически она выступала на сцене филармонии, давала сольные концерты. Являлась популяризатором национального музыкального искусства, в 2006 году ей было присвоено звание народной артистки Татарстана.
Песня «Әнием» композитора Шамши Калдаякова стала визитной карточкой артистки.
Умерла 14 сентября 2023 года в одной из казанских больниц на 85-м году жизни. Похоронена на аллее деятелей искусства на кладбище «Курган».

## Личная жизнь
- В молодости Флёра была одержима музыкальной карьерой и не думала о личной жизни. По ее словам, она не собиралась выходить замуж, отвергала кавалеров и не хотела заводить отношения.

В 1988 году Сулейманова вступила в брак, избранником стал вдовец с четырьмя детьми Габдулхак Асеев. Его скончавшаяся супруга пела в Татарской государственной филармонии и работала на телевидении, была подругой Флеры. В семье певица просила называть ее по имени:
«Я решила: дети должны знать, что мама на свете только одна».
Габдулхак скончался в 2009 году. Певица переехала жить в квартиру к его дочери. Своих детей у Сулеймановой не было.
Флёра Зиятдиновна была религиозным человеком, старалась соблюдать посты в преклонном возрасте. Она отличалась своеобразным чувством юмора, обладала самоиронией. Коллеги по сцене отмечали ее скромность и застенчивость, певица никогда не выдвигала особых требований к концертным площадкам..

## Звания и награды
- Народная артистка Республики Татарстан (2006)
- Лауреат Республиканской премии им. Ильгама Шакирова (2023)[8].

## Издательства
- Сөләйманова Флюра Зыятдин кызы / Татар энциклопедиясенең шәхесләр исемлеге. К.: ТР ФА Татар энциклопедиясе институты, 1997, 223нче бит.